# Twierdzenie Gliwienki-Cantellego
Twierdzenie Gliwienki-Cantellego – twierdzenie rachunku prawdopodobieństwa opisujące asymptotyczne zachowanie dystrybuanty empirycznej w miarę wzrostu liczebności próby losowej. Zgodnie z tym twierdzeniem dystrybuanta empiryczna zbiega jednostajnie do prawdziwej dystrybuanty prawie na pewno (p.n.). Twierdzenie Gliwienki-Cantellego nazywane jest podstawowym twierdzeniem statystyki matematycznej. 

## Dystrybuanta empiryczna
Dla niezależnych rzeczywistych zmiennych losowych {\displaystyle X_{1},X_{2},\dots } o jednakowym rozkładzie określonym dystrybuantą {\displaystyle F(x),} dystrybuanta empiryczna {\displaystyle X_{1},\dots ,X_{n}} zdefiniowana jest następująco:
|  |  | {\displaystyle F_{n}(x)={\frac {1}{n}}\sum _{i=1}^{n}I_{[X_{i},\infty )}(x)={\frac {1}{n}}\left\vert \left\{i\mid X_{i}\leqslant x,1\leqslant i\leqslant n\right\}\right\vert }, |

gdzie {\displaystyle I_{C}} oznacza funkcję charakterystyczną (indykator) zbioru {\displaystyle C.}

## Twierdzenie
Niech
{\displaystyle D_{n}=\sup _{-\infty <x<\infty }|F_{n}(x)-F(x)|}. 
Jeżeli próba {\displaystyle X_{1},\dots ,X_{n}} pochodzi z rozkładu o dystrybuancie {\displaystyle F}, to {\displaystyle D_{n}\rightarrow 0} z prawdopodobieństwem 1, gdy {\displaystyle n\rightarrow \infty }

## Dowód[2]
Dla ułatwienia rozważmy ciągłą zmienną losową {\displaystyle X}. Ustalmy {\displaystyle -\infty =x_{0}<x_{1}<\cdots <x_{m-1}<x_{m}=\infty }, aby {\displaystyle F(x_{j})-F(x_{j-1})={\frac {1}{m}}} dla{\displaystyle j=1,\dots ,m}. Teraz dla każdego {\displaystyle x\in \mathbb {R} } istnieje {\displaystyle j\in \{1,\dots ,m\}}, takie że {\displaystyle x\in [x_{j-1},x_{j}]}.
{\displaystyle {\begin{aligned}F_{n}(x)-F(x)&\leqslant F_{n}(x_{j})-F(x_{j-1})=F_{n}(x_{j})-F(x_{j})+{\frac {1}{m}},\\F_{n}(x)-F(x)&\geqslant F_{n}(x_{j-1})-F(x_{j})=F_{n}(x_{j-1})-F(x_{j-1})-{\frac {1}{m}}.\end{aligned}}}
Stąd
{\displaystyle \|F_{n}-F\|_{\infty }=\sup _{x\in \mathbb {R} }|F_{n}(x)-F(x)|\leqslant \max _{j\in \{1,\dots ,m\}}|F_{n}(x_{j})-F(x_{j})|+{\frac {1}{m}}.}
Ponieważ na podstawie mocnego prawa wielkich liczb {\textstyle \max _{j\in \{1,\dots ,m\}}|F_{n}(x_{j})-F(x_{j})|\to 0{\text{ p.n.}}}, możemy zapewnić, że dla dowolnego dodatniego  {\textstyle \varepsilon } i dowolnej liczby całkowitej {\textstyle m}, takiej że {\textstyle 1/m<\varepsilon }, można znaleźć {\textstyle N} taką że dla każdego {\displaystyle n\geqslant N}, mamy {\textstyle \max _{j\in \{1,\dots ,m\}}|F_{n}(x_{j})-F(x_{j})|\leqslant \varepsilon -1/m{\text{ p.n.}}} W powiązaniu z powyższym rezultatem, oznacza to dalej, że {\textstyle \|F_{n}-F\|_{\infty }\leqslant \varepsilon {\text{ p.n.}}}, co było do okazania. 